# Thorectes chalconotus
Thorectes chalconotus es una especie de coleóptero de la familia Geotrupidae.

## Distribución geográfica
Habita en Portugal.